# Carole Grundisch
Carole Grundisch (Saint-Mandé, 7 september 1986) is een voormalig Frans professioneel tafeltennisster. Zij speelt rechtshandig met de shakehandgreep. Ze is vijfvoudig Frans kampioene enkelspel.